# Heinz-Maier-Leibnitz-Preis

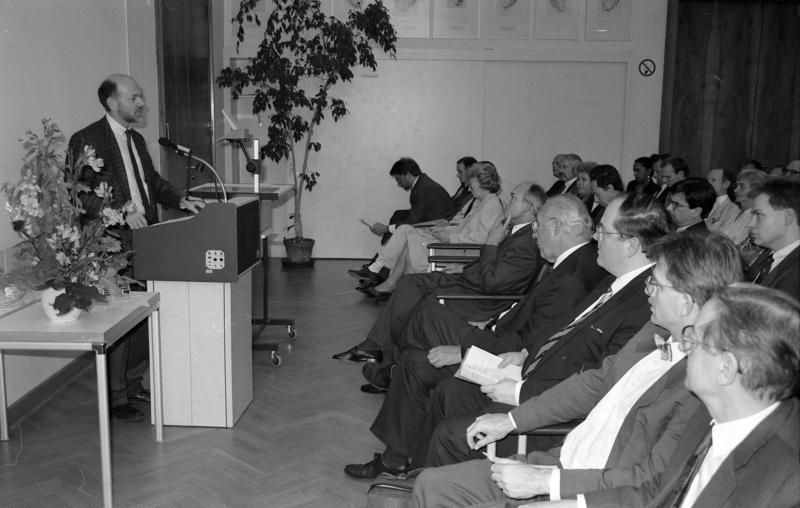
Verleihung des Heinz Maier-Leibnitz-Preises 1991

Der Heinz-Maier-Leibnitz-Preis (Eigenschreibweise Heinz Maier-Leibnitz-Preis) wurde 1977 erstmals von der Deutschen Forschungsgemeinschaft (DFG) verliehen und erhielt seinen Namen nach dem Experimental- und Atomphysiker und ehemaligen Präsidenten der DFG Heinz Maier-Leibnitz.
Der Preis wird jährlich an bereits promovierte Forscherinnen und Forscher in Anerkennung ihrer herausragenden wissenschaftlichen Leistungen und als Anreiz für ihre weiteren Forschungsarbeiten verliehen. Bis 2012 wurden jährlich sechs Preise an Nachwuchswissenschaftler vergeben, die jeweils mit 16.000 Euro dotiert waren. Im Jahr 2013 wurden die Preisgelder auf dann 20.000 Euro sowie die Anzahl der Ausgezeichneten aufgestockt. Der Gebrauch der Preisgelder unterliegt den DFG-Richtlinien für die Verwendung wissenschaftlicher Preise, die eine strikte Zweckbindung für „die unmittelbar der wissenschaftlichen Forschung der Preisträgerin bzw. des Preisträgers und den damit im Zusammenhang stehenden Forschungsprojekten“ vorschreibt. Bis einschließlich 2022 stellte das Bundesministerium für Bildung und Forschung (BMBF) die Mittel für den Preis zur Verfügung. 2023 wurde das Preisgeld auf insgesamt 200.000 Euro erhöht, die jetzt von der DFG alleine aufgebracht werden.
Eine Bewerbung ist nicht möglich, Vorschläge werden bei verschiedenen Einrichtungen (z. B. Universitäten) und Personen (z. B. den gewählten Mitgliedern der DFG-Fachkollegien) angefragt. Die Entscheidung, wer den Preis erhält, trifft der Hauptausschuss der DFG aufgrund einer Empfehlung des eigens hierfür eingesetzten Auswahlausschusses. 
Am 5. Juni 2007 feierten das BMBF und die DFG das 30-jährige Bestehen des Preises in der Kunst- und Ausstellungshalle der Bundesrepublik Deutschland. Das 40-jährige Jubiläum fand am 3. Mai 2017 in der Berlin-Brandenburgischen Akademie der Wissenschaften am Gendarmenmarkt in Berlin statt.

## Preisträger
- 1978: Georges Köhler, Ulrich Krawinkel und Eckard Weber (Zellbiologie), Ernst-U. Petersmann und Thomas Wälde (internationales Recht, insbesondere Europarecht)
- 1979: Jan Backhaus und Uwe Kils (Meereskunde), Frank Halisch, Michaela Vetter und Friedrich Wilkening (Entwicklungspsychologie)
- 1980: Susanne Enderwitz, Angelika Hartmann, Harald Motzki und Michael Ursinus (Islamwissenschaft), Hans R. Glatt, Regine Kahl und Reinhold J. Laib (Toxikologie), Hermann Fasel, Uwe Dallmann und Hans-Peter Kreplin (Strömungsmechanik)
- 1981: Heinz Reif und Klaus Tenfelde (Wirtschafts- und Sozialgeschichte des 19. und 20. Jahrhunderts), Ulf-Ingo Flügge, Eberhard Schlodder, Klaus Winter, Susanne Bickel-Sandkötter und Peter Westhoff (Photosyntheseforschung), Ernst Conzelmann und Udo Klein (Biochemie der Erbkrankheiten)
- 1982: Wilfried Feldenkirchen, Horst Drechsel, Manfred Schüßler, Hendrik Spruit, Günter Wunner und Reiner Hammer (Astronomie/Astrophysik), Wolfgang Weiß (empirische Forschung), Reiner Bittihn, Gerd Schlechtriemen und Olaf Wolter (elektrochemische Energiespeicherung)
- 1983: Christian Lehmann, Gerd Hanßon und Fritz Serzisko (typologischer Sprachenvergleich), Ulrike Beisiegel, Reinhard Hohlfeld, Elisabeth Heywinkel und Harald Jüppner (Rezeptordefekte als Krankheitsursache), Peter Häußler, Hilbert von Löhneysen und Konrad Samwer (amorphe Metalle – metallische Gläser)
- 1984: Claudia Kondor-Koch, Erwin Schneider, Richard Zimmermann, Helmut Kettenmann, Rainer Franz Hedrich und Julian Ivan Schroeder (biologische Membranforschung), Josef Ehmer, Detlev Peukert und Wolfgang Andreas Gestrich (historische Jugend- und Familienforschung), Karl-Franz Kleinermanns und Joachim Römelt (chemische Reaktionsdynamik)
- 1985: Franz Bairlein, Manfred Küppers, Markus Riederer, Bernhard Schink und Ulrich Sommer (Ökophysiologie), Wolfgang Hartwig und Wilfried Helbig (asymmetrische Synthese enantiomerenreiner biologisch aktiver Verbindungen), Gerhard Lappus, Hans-Peter Opitz, Peter A. Ronge, Günter Roppenecker und Hans Schuler (Regelungstechnik)
- 1986: Christoph Freist, Lothar Ophey, Karl Peters und Norbert Sommer (Fertigungstechnik), Matthias Frosch, Edith Koch, Paul Massa und Thomas F. Meyer (Pathogenitätsmechanismen von Mikroorganismen), Martin Dobrick, Paul Dohmen und Norbert Schwarz (Sozialpsychologie)
- 1987: Ottmar Ette, Joachim Küpper, Regine Schmolling und Brigitte Simon de Souza (Sprachen und Literaturen der Iberischen Halbinsel und Lateinamerikas), Rainer Klump, Kornelius Kraft, Karl-Heinz Paqué und Andrea Gubitz (Wirtschaftspolitik), Samuel Martin, Stefan Thomae und Dieter Wintgen (nichtlineare dynamische Systeme)
- 1988: Bernd Arnold, Hans-Georg Rammensee, Michael Reth und Christine Kocks (Immungenetik), Eduard Arzt, Werner Kapellner und Thomas Link (Werkstofftechnik), Matthias Kaufmann, Harald Köhl, Anna Kusser, Thomas Pittrof, Stella Reiter-Theil und Christoph Fehige (praktische Philosophie)
- 1989: Alexander Mielke, Michael Röckner, Gabriel Wittum, Roland Freund, Enno Mammen und Tobias von Petersdorff (Angewandte Mathematik), Matthias J. Herdegen (Staatsrecht – Sonderpreis), Hans-Detlef Horn, Johannes Siebelt, Julia Dürig, Damian Hecker, Wolfgang März und Thomas Wolfgang Schmitz (Staatsrecht), Peter Reinartz, Peter Schlüssel, Thomas Viehoff, Martin Kähler und Gunter Menz (Fernerkundung)
- 1990: Holger Bohlmann, William Martin und Thomas Schmülling (Molekularbiologie der höheren Pflanzen), Antje Meier, Klaus Opwis, Peter Reimann und Heribert Schriefers (Kognitionspsychologie), Jacek Drozak, Ralf Markus Eiswirth, Hans-Joachim Ernst, Christiane A. Helm und Peter Krüger (Struktur und Reaktivität von Oberflächen)
- 1991: Hans-Bernd Brosius und Rudolf Stöber (Publizistik und Kommunikationswissenschaft), Bernd d'Hoedt und Ernst-Jürgen Richter (zahnärztliche Implantologie), Carsten Bolm (metallorganische Chemie), Bernhard Keppler (metallorganische Chemie), Norbert Krause, Jun Okuda, Hans Schumann, Helmut Sitzmann und Christoph Janiak (metallorganische Chemie)
- 1992: Dante Canil, Stephen Francis Foley, Ulrich Hansen, Hans Keppler und Klaus Mezger (Physik und Chemie des tiefen Erdinnern), Gerd Graßhoff, Frank-Michael Kuhlemann, Frank Rexroth, Christiane Schildknecht, Götz-Rüdiger Tewes, Eva-Maria Engelen, Klaus-Dieter Hentschel und Annette Wittkau (Wissenschaft- und Bildungsgeschichte), Peter Majewski, Jürgen Rödel, Gerold Schneider, Orlaw Karl Massler und Thomas Vietor (keramische Werkstoffe)
- 1993: Barbara Hemforth, Stephan Mehl, André Fuhrmann, Hans Dieter Rott und Rainer Goebel (Kognitionsforschung), Christian Bahr, Stefan Blügel, Roland A. Fischer, Michael Horn-von Hoegen, Dieter Neher und Matthias Wuttig (Chemie und Physik dünner Schichten und Schichtsysteme)
- 1994: Stefan Heinemann, Peter Jonas, Christoph Schuster, Andreas Ultsch und Peter Stern (Ionen-Kanäle und Signaltransduktion), Michael Dolg, Martin Kaupp, Thomas M. Klapötke und Jörg Henrik Sundermeyer (Elektronenstruktur und Eigenschaften von Molekülen mit schweren Atomen), Andreas Joachim Hospital und Elke Schweers (mechanische Verfahrenstechnik)
- 1994 (Förderpreise): Wolfram Altenhofen, Martin Biel, Hartmut Schlüter und Klaus Steinmeyer (Ionen-Kanäle und Signaltransduktion), Peter Kürpick und Georg Jansen (Elektronenstruktur und Eigenschaften von Molekülen mit schweren Atomen), Ioannis Nicolaou und Eberhard Schmidt (mechanische Verfahrenstechnik)
- 1995: Dirk Barghop, Sabine Kienitz, Beate Schuster und Gabriela Signori (historische Anthropologie), Eckart Apfelstedt-Sylla und Olaf Strauß (erbliche Netzhauterkrankungen), Victor Batyrev, Matthias Flach, Steffen König und Volkmar Welker (Algebra, Zahlentheorie, algebraische und arithmetische Geometrie)
- 1995 (Förderpreise): Eva Labouvie und Friedemann Schmoll (Historische Anthropologie), Sigrid Fuchs (Erbliche Netzhauterkrankungen), Annette Huber (Algebra, Zahlentheorie, algebraische und arithmetische Geometrie)
- 1996: keine Vergabe
- 1997: Sigrid Beck (Sprachwissenschaft), Lutz Gade (anorganische Chemie), Dirk Görlich (Biochemie), Detlef Lohse (theoretische Physik), Peter Mankowski (Rechtswissenschaft), Gerlind Plonka-Hoch (Mathematik), Frank Sauer (Genetik), Uwe Völker (Mikrobiologie)
- 1998: Thomas Deller (Anatomie), Markus A. Denzel (Wirtschafts- und Sozialgeschichte), Matthias Epple (Chemie), Marius Grundmann (Experimentalphysik), Ulrich Jakobus (Elektrotechnik), Doris Kolesch (Literaturwissenschaft)
- 1999: Bernhard Breit (organische Chemie), Martin Grohe (Mathematik), Gerd Kempermann (Neurologie), Rainer Michalzk (Optoelektronik), Anne Ulrich (Biochemie), Karsten Weihe (Informatik)
- 2000: Leif Kobbelt (Informatik), Christian Kubisch (Humangenetik), Thomas Mayer (Zellbiologie), Barbara Mittler (Sinologie), Christian Remling (mathematische Physik), Matthias Rief (Biochemie, Rasterkraftmikroskopie)
- 2001: Gabriele Britz (Rechtswissenschaft), Gesine Manuwald (Altphilologie), Matilde Marcolli (Mathematik), Thomas Mussweiler (Sozialpsychologie), Kay Severin (anorganische Chemie), Mikael Simonis (Medizin)
- 2002: Rainer Haag (Chemie), Guinevere Kauffmann (Astronomie), Achim Kramer (Biochemie), Frank Lyko (Genetik), Robert Schober (Elektrotechnik), Volker Zimmermann (Historiker)
- 2003: Marc Alexa (Informatik), Martin Beyer (physikalische Chemie), Tim Clausen (Biochemie), Dirk Kerzel (Psychologie), Daniel Schwermer (Altorientalistik), Ralf Wehrspohn (Physik)
- 2004: Friedrich Eisenbrand (Mathematik), Filipp Furche (Quantenchemie), Marion Merklein (Fertigungstechnik), Pavlina Rychterová (Literatur des Mittelalters), Volker Springel (Kosmologie), Boris Worm (Meeresökologie)
- 2005: Valentin Blomer (Mathematik), Jiří Friml (Molekularbiologie (Biochemie)), Natalija Novak (Medizin (Allergologie)), Sandra Pott (Literaturwissenschaft), Sebastian Wolff (Astronomie (Entstehung von Planeten)), Anne-Julia Zwierlein (Literaturwissenschaft)
- 2006: Laure Bally-Cuif (Neurowissenschaft), Holger Gies (theoretische Physik), Jonas Grethlein (klassische Philologie), Ana Martin-Villalba (Neuroonkologie), Bernd Smarsly (Polymerchemie), Fabian Theis (statistische Datenanalyse)
- 2007: Eric Bell (Astrophysik), Michael Dumbser (Strömungsmechanik), Veit Hornung (klinische Pharmakologie), Stefan Linden (Physik), Nicole Schweikardt (Informatik), Christian Wild (Mikrobiologie, Ökologie)
- 2008: Nicole Deitelhoff (Politikwissenschaft), André Fischer (Neurobiologie), Torsten Granzow (Werkstoffwissenschaft), Michael Huber (Diskrete Mathematik), Christine Silberhorn (Quantenoptik), Oliver Trapp (analytische Chemie)
- 2009: André Bornemann (Geowissenschaften), Ina Bornkessel-Schlesewsky (Linguistik), Patrik Ferrari (mathematische Physik), Heike Krebber (Molekularbiologie), Gisela Lanza (Maschinenbau), Angelika Lohwasser (Ägyptologie)
- 2010: Daniel Balzani (Baumechanik), Wilhelm Hofmann (Psychologie), Hannah Markwig (Mathematik), Ansgar Reiners (Astrophysik), Sebastian Schmidt-Hofner (Alte Geschichte), Christina Thiele (Chemie)
- 2011: Swantje Bargmann (Materialwissenschaft), Markus Friedrich (Neuere Geschichte), Christian Hackenberger (Chemie), Thorsten Holz (Informatik), Moritz Kerz (Mathematik), Henrike Manuwald (Literaturwissenschaft)
- 2012: Denis Gebauer (Chemie), Lisa Kaltenegger (Astronomie), Katrin Paeschke (Biochemie), Stefan Roth (Informatik), Pieter Samyn (Fertigungstechnik), Yee Lee Shing (Psychologie)
- 2013: Christine Hentschel (Soziologie), Lena Maier-Hein (medizinische Informatik), Nuno Maulide (organische Chemie), Nicole Megow (diskrete Mathematik (Informatik)), Thomas Pfeifer (Physik), Holger J. Pletsch (Astrophysik), Volker Presser (Materialwissenschaft), Daniel Stein (Amerikanistik), Clarissa Vierke (Afrikanistik)
- 2014: Eric Bodden (Informatik), Wim Decock (Rechtsgeschichte), Dorothee Dormann (Biochemie), Nico Eisenhauer (Biologie/Ökologie), Bent Gebert (Literaturwissenschaft), Silvia Gruhn (Neurobiologie/Mathematik), Daniel Meyer (Fertigungsverfahren), Laura Na Liu (Nanowissenschaften), Marc D. Walter (anorganische Molekülchemie), Sönke Zaehle, (Biogeochemie)
- 2015: Marian Burchardt (Empirische Sozialforschung), Jessica Burgner-Kahrs (Mechatronik), Pavel Levkin (Polymerchemie), Soeren Lienkamp (Medizin), Thomas Niendorf (Werkstofftechnik), Stephan Packard (Medienkulturwissenschaft), Susanne Paulus (Altorientalistik), Cynthia Sharma (Infektionsbiologie), Sarah Weigelt (Psychologie), Xiaoxiang Zhu (Geodäsie)
- 2016: Aline Bozec (Rheumatologie), Tobias J. Erb (Mikrobiologie), Daniel Gutzmann (Allgemeine Sprachwissenschaften), Markus Krötzsch (Informatik, Wissensrepräsentation), Christoph Lundgreen (Alte Geschichte), Isabell Otto (Medienwissenschaft), Hannah Petersen (Theoretische Hochenergiephysik), Ludovic Righetti (Robotik), Tatjana Tchumatchenko (Theoretische Neurowissenschaften), Céline Teney (Empirische Sozialforschung)
- 2017: Andreas Geiger (Intelligente Systeme), Christian Groß (Quantenoptik), Mandy Hütter (Psychologie), Philipp Kanske (Neurowissenschaft), Christoph Kirchlechner (Materialwissenschaft), Olivier Namur (Mineralogie), Ute Scholl (Nephrologie), Michael Seewald (Katholische Theologie), Marion Silies (Neurowissenschaft), Evi Zemanek (Vergleichende Literaturwissenschaft)
- 2018: Jennifer Nina Andexer (Chemische Biologie), Alexey Chernikov (Physik der kondensierten Materie), Sascha Fahl (Informatik), Benedikt Paul Göcke (Katholische Theologie), Valeska Huber (Neuere Geschichte), Lucas Jae (Funktionale Genomik), Benjamin Kohlmann (Anglistische Literaturwissenschaft), Eva C. M. Nowack (Evolutionsbiologie), Antonia Wachter-Zeh (Nachrichtentechnik), Xiaoyong Zhuang (Numerische Mechanik)
- 2019: Stefan Cihan Aykut (Soziologie), Karl Bringmann (Theoretische Informatik), Fabian Dielmann (Anorganische Molekülchemie), Jonathan F. Donges (Statistische Physik und Klimaforschung), Knut Drescher (Mikrobiologie und Biophysik), Stefanie Gänger (Neuere und Neueste Geschichte), Nicolas Perkowski (Wahrscheinlichkeitstheorie), Uta Reinöhl (Allgemeine Sprachwissenschaft), Thimoteus Speer (Nephrologie), Nina Henriette Uhlenhaut (Experimentelle Endokrinologie)
- 2020: Daniel Kotlarz (Kinder- und Jugendmedizin), Ulrike Ingrid Kramm (Physikalische Chemie von Festkörpern), Elvira Mass (Immunologie), Fruzsina Molnár-Gábor (Internationales Medizin- und Datenschutzrecht), Timothy Nunan (Globalgeschichte), Georg Oberdieck (Mathematik/Algebraische Geometrie), Michael Saliba (Materialwissenschaft), Erik Schilling (Neuere deutsche Literatur), Monika Undorf (Kognitive Psychologie), Wolfgang Zeier (Physikalische Chemie von Festkörpern)
- 2021: Julia Borst (Romanistische Literaturwissenschaft), Silvia Budday (Biomechanik), Josep Cornellà (Organische Molekülchemie), Tim Dietrich (Astrophysik), Jakob Nikolas Kather (Computational Oncology), Kai Lawonn (Datenvisualisierung), Patrick Roberts (Prähistorische Archäologie), Anna Schenk (Physikalische Chemie), Monika Schönauer (Neuropsychologie), Jan Michael Schuller (Biochemie und Biophysik der Mikroorganismen)
- 2022: Pascal Friederich (Materialdesign), Julijana Gjorgjieva (Neurowissenschaften), Nicole Gotzner (Sprachwissenschaften), Hanjo Hamann (Rechtswissenschaften), Maike Hofmann (Gastroenterologie), Andreas Horn (Neurologie), Irmtraud Huber (Literaturwissenschaft), Christian Maier (Wirtschaftsinformatik), Tobias Meng (Theoretische Festkörperphysik), Jonas Warneke (Physikalische Chemie)
- 2023: Isabelle Dolezalek (Kunstgeschichte), Elina Fuchs (Teilchen- und Atomphysik), Michael Homberg (Neuere Geschichte), Leif Ludwig (Funktionelle Genomforschung), Giulio Malavolta (Kryptographie), Bonnie J. Murphy (Strukturbiologie), Sabine Richert (Physikalische Chemie), Clarissa Schönecker (Strömungsmechanik), Vera Traub (Diskrete Mathematik), Marcella Woud (Klinische Psychologie)
- 2024: Tomer Czaczkes (Verhaltensökologie), Christopher Degelmann (Alte Geschichte), Katharina Dobs (Kognitive Psychologie und Neurowissenschaften), Claire Donnelly (Experimentelle Festkörperphysik), Eugene Kim (Funktionelle Genomforschung), Christopher Morris (Maschinelles Lernen), Kai Markus Schneider (Experimentelle Gastroenterologie), Sebastian Sippel (Klimaforschung), Ze'ev Strauss (Judaistik), Dominika Wylezalek (Astrophysik)
- 2025: Peter Andre (Wirtschaftspolitik), Lukas Bunse (Neurologie), James Eills (Analytische Chemie), Lena Funcke (Computergestützte Teilchenphysik), Manon Garcia (Praktische Philosophie), Richard Höfer (Angewandte Mathematik), Sinikka Lennartz (Marine Biogeochemie), Marco Salvalaglio (Computergestützte Material- und Werkstoffmodellierung), Martin Schmitz (Mensch-Maschine-Interaktion), Maria Sokolova, (Biochemie)

## Zusammenhang mit anderen Preisen
Bis einschließlich 2022 wurde der Maier-Leibnitz-Preis 407 Mal verliehen. Davon wurden drei Preisträger zeitgleich oder später Nachwuchswissenschaftler des Jahres, 17 weitere (4,2 %) erhielten später einen Gottfried Wilhelm Leibniz-Preis der Deutschen Forschungsgemeinschaft.